# Dajus mysidis
Dajus mysidis là một loài chân đều trong họ Dajidae. Loài này được Krøyer miêu tả khoa học năm 1846.